# Zelená elektřina
Zelená elektřina je označení elektřiny vyrobené výhradně obnovitelnými zdroji. Může jít o elektřinu vyrobenou pro vlastní spotřebu (například domácími střešními fotovoltaickými elektrárnami) nebo elektřinu vyrobenou obnovitelnými zdroji a dodanou do sítě. Za zelenou elektřinu se také považuje elektřina dodaná zákazníkovi pomocí takzvaných certifikátů původu, kdy obchodník s elektřinou nakoupí určité množství elektřiny od výrobců, kteří využívají výhradně obnovitelné zdroje, a to samé množství pak prodá zákazníkům. Někteří dodavatelé (např. ČEZ) svým zákazníkům poskytují certifikát původu, který zaručuje, že dodané množství elektřiny bylo vyrobeno obnovitelnými zdroji. Průběh celého procesu dozoruje operátor trhu s elektřinou (OTE). 
Zelenou elektřinu v Česku nabízí všichni velcí dodavatelé jako ČEZ, E.ON, innogy či PRE, ale i mnoho dalších, jako např. Nano Energies. Účtování zelené elektřiny probíhá různě, v praxi jde nejčastěji o drobný poplatek navíc ke každé spotřebované MWh. Cenové navýšení oproti „běžné“ elektřině není velké. 
Produkty typu zelené elektřiny se dodavatelé snaží vyjít vstříc poptávce po elektřině z obnovitelných zdrojů. Naopak spotřebitelé mohou tímto způsobem snadno podporovat poptávku po ekologicky vyrobené elektrické energii.